# Hedbergia abyssinica
Hedbergia abyssinica är en snyltrotsväxtart som först beskrevs av George Bentham, och fick sitt nu gällande namn av U. Molau. Hedbergia abyssinica ingår i släktet Hedbergia och familjen snyltrotsväxter. Inga underarter finns listade i Catalogue of Life.